# Calefação

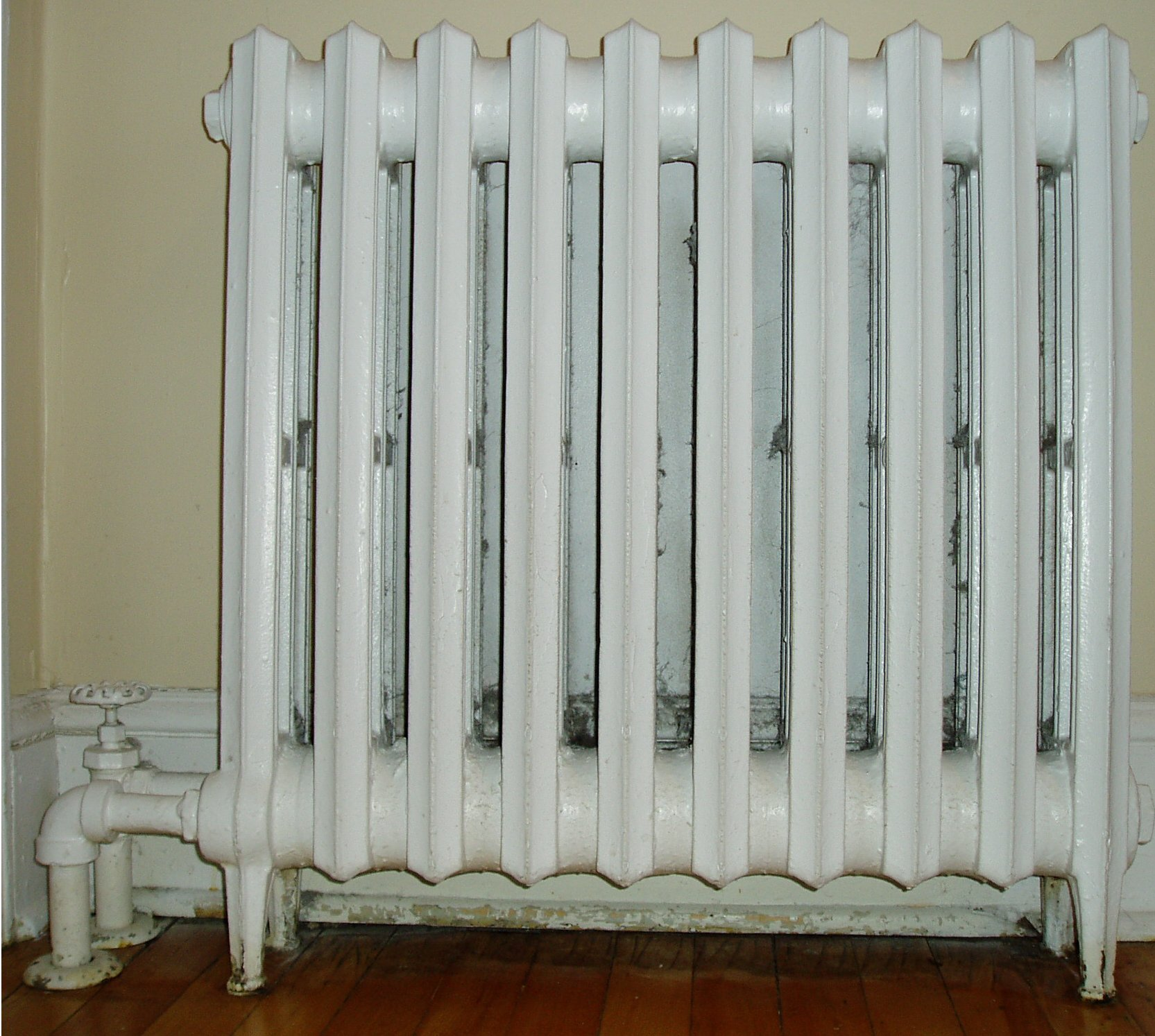
Um típico radiador de calefação doméstica

A calefação é o sistema de aquecimento em recintos fechados, muito utilizado em países de clima temperado e frio. Há muito tempo utilizado, desde que os homens das cavernas incendiavam madeira, aquecendo o ar no interior do recinto.
Durante o auge do Império Romano o sistema evoluiu. As pessoas passaram a utilizar dutos com água quente, que espalhavam o ar aquecido por toda a habitação, sendo necessário ter o fogo em apenas um lugar, e não em cada cômodo. Processo conhecido como calefação central.
Durante a Idade Média o sistema de calefação central foi abandonado. Novamente foi utilizado o fogo em cada parte da moradia. Porém, no lugar das fogueiras no chão, estabeleceram-se lareiras. A ideia de construir chaminés também é desta época, por causa da fumaça que se acumulava no recinto.
Com o passar do tempo, e o descobrimento de novas formas de energia, criou-se o radiador elétrico, radiador a vapor, sistemas de aquecimento pela energia solar. Porém, ainda nos dias atuais é comum existir lareiras no interior das casas situadas em regiões frias.